# Święty Wicelin
Święty Wicelin, niem. Vizelin von Oldenburg (ur. ok. 1090 w Hameln w Dolnej Saksonii, zm. 12 grudnia 1154 w Neumünster w Holsztynie) – niemiecki kanonik-scholastyk, teolog, misjonarz wśród Wagrów, biskup Oldenburga w Holsztynie, hist. (pol.) Stargardu Wagryjskiego  (od 1149), święty Kościoła katolickiego.
Wcześnie osierocony przez rodziców, wychowywał się na Zamku Everstein (Burg Everstein) w Holzminden. Wiedzę zdobywał w: Paderborn w szkole katedralnej, seminarium w Bremie (1118-1122) i Laonie (1122-1123 lub 1126), gdzie studiował teologię. W trakcie nauczania został kanonikiem-scholastykiem (w Bremie). Święcenia kapłańskie przyjął w 1126 roku z rąk św. Norberta z Xanten, ówczesnego arcybiskupa Magdeburga, założyciela norbertanów, Zakonu Premonstratensów Kanoników Regularnych. Po otrzymaniu święceń wrócił do Bremy i podjął się, na prośbę biskupa Adalberona, ewangelizacji mieszkańców Wagrii nad Bałtykiem. Najpierw była to Stara Lubeka, dzięki protekcji księcia obodrzyckiego Henryka Gotszalkowica, następnie Faldera koło Neumünster. Jego działalność misyjną wśród Słowian wspierał Kanut Lavard, książę Jutlandii i Szlezwiku. Wicelin, razem ze zgromadzonymi wokół siebie towarzyszami, założyli w Neumünster i Segebergu (1143) wspólnotę kanonicką z regułą św. Augustyna. W obu klasztorach Wicelin pełnił funkcję rektora. W 1149 roku otrzymał sakrę biskupią z rąk arcybiskupa Bremy Hartwiga ze Stade (zm. 1168) i powołany na urząd biskupa w Oldenburgu. Książę Saksonii Henryk Lew, nie będąc zainteresowanym, zniósł urząd, a Wicelin powrócił do klasztoru w Neumünster. W 1150 roku Wicelin poprosił o inwestyturę uznając zwierzchnictwo księcia i ponownie objął urząd. W 1152 brał udział w zjeździe w Merseburgu. Przez ostatnie dwa lata życia był sparaliżowany na skutek udaru. Podczas kolejnego ataku zmarł w swoim klasztorze. Wkrótce otoczony został kultem.
Jego zasługi dla ewangelizacji Słowian połabskich (Wagrów) zostały uznane przez nowe „Martyrologium Rzymskie” za bezcenne.
Wspomnienie liturgiczne św. Wicelina w Kościele katolickim i ewangelicko-luterańskim w Neumünster obchodzone jest w dzienną pamiątkę śmierci.
Żeńskie zakony norbertanek wspominają św. Wicelina 11 grudnia.